# Cephalocoema fusca
Cephalocoema fusca is een rechtvleugelig insect uit de familie Proscopiidae. De wetenschappelijke naam van deze soort is voor het eerst geldig gepubliceerd in 1911 door Kuthy.